# Bernhard Vogel (Kupferstecher)

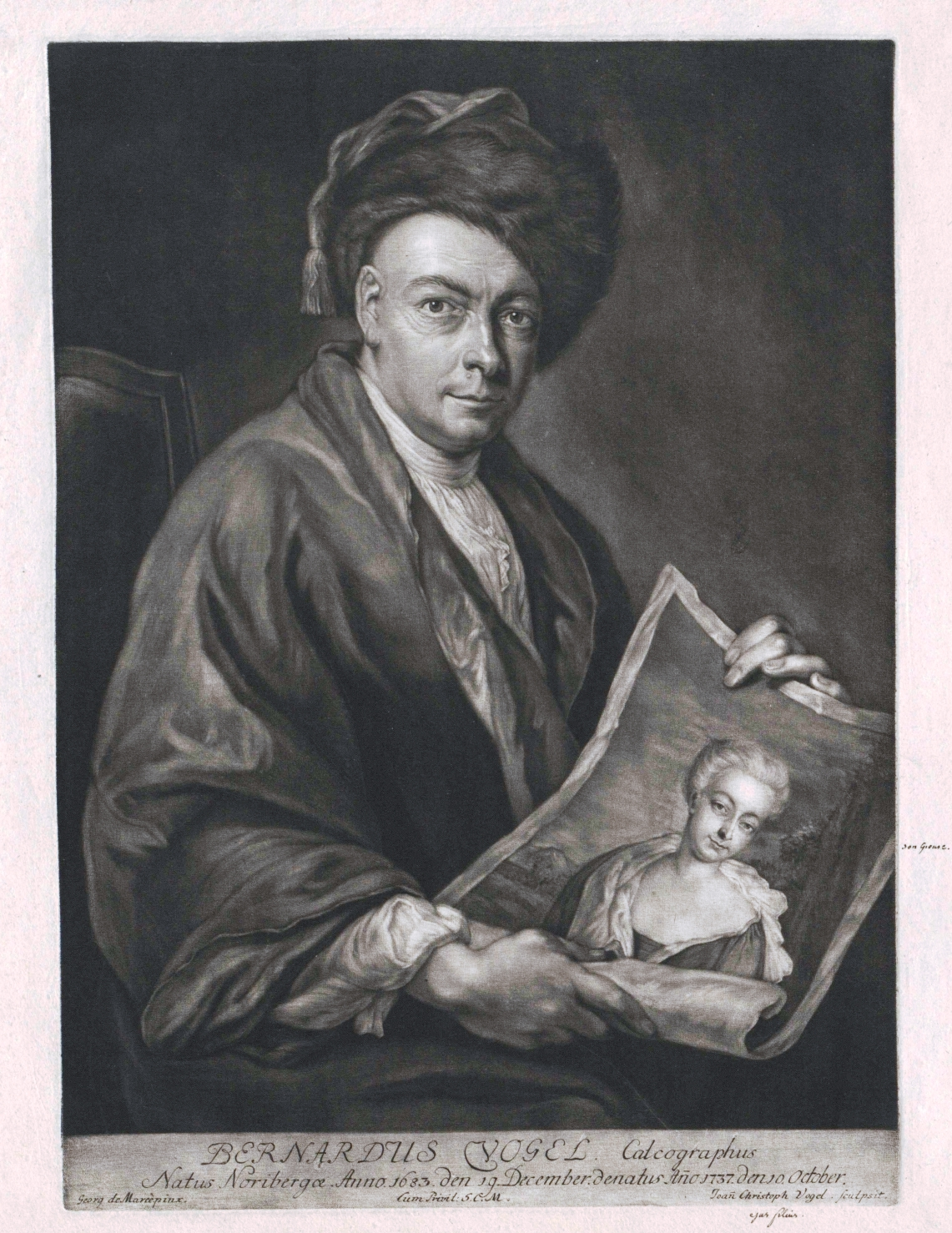
Bernhard Vogel, Stich seines Sohnes Johann Christoph nach George Desmarées

Bernhard Vogel (* 1683 in Nürnberg; † 1737 ebenda) war ein deutscher Kupferstecher.
Bernhard Vogel ging bei Christoph Weigel und Elias Christoph Heiß, dessen Tochter er heiratete, in die Lehre und erlernte von diesen die Schabkunst. So schuf er eine Reihe von Bildnissen, z. B. von seinem Vater und seinen Lehrern. Sein Hauptwerk ist die Sammlung „Joh. Kupetzky incomparabilis artificis imagines et picturae aliquot antehac arte quam vocant nigra aeri incisae a B. Vogelio jam vero similiter continuatae opera et sumptibus Vogel D. Preissleri Chalcographi“.
Sein Sohn Johann Christoph Vogel († 1750) wurde ebenfalls Kupferstecher.